# Sjugare
Sjugare, även Sjugareby, är en by i Leksands socken i Leksands kommun, centrala Dalarna. Sjugare ligger norr om Leksand strax öster om riksväg 70 och invid sjön Opplimen. Från 2015 avgränsar SCB här en småort.
Byn är mest känd på grund av Erik Axel Karlfeldts gård Sångs och hans dikt Jungfru Maria.

## Historik

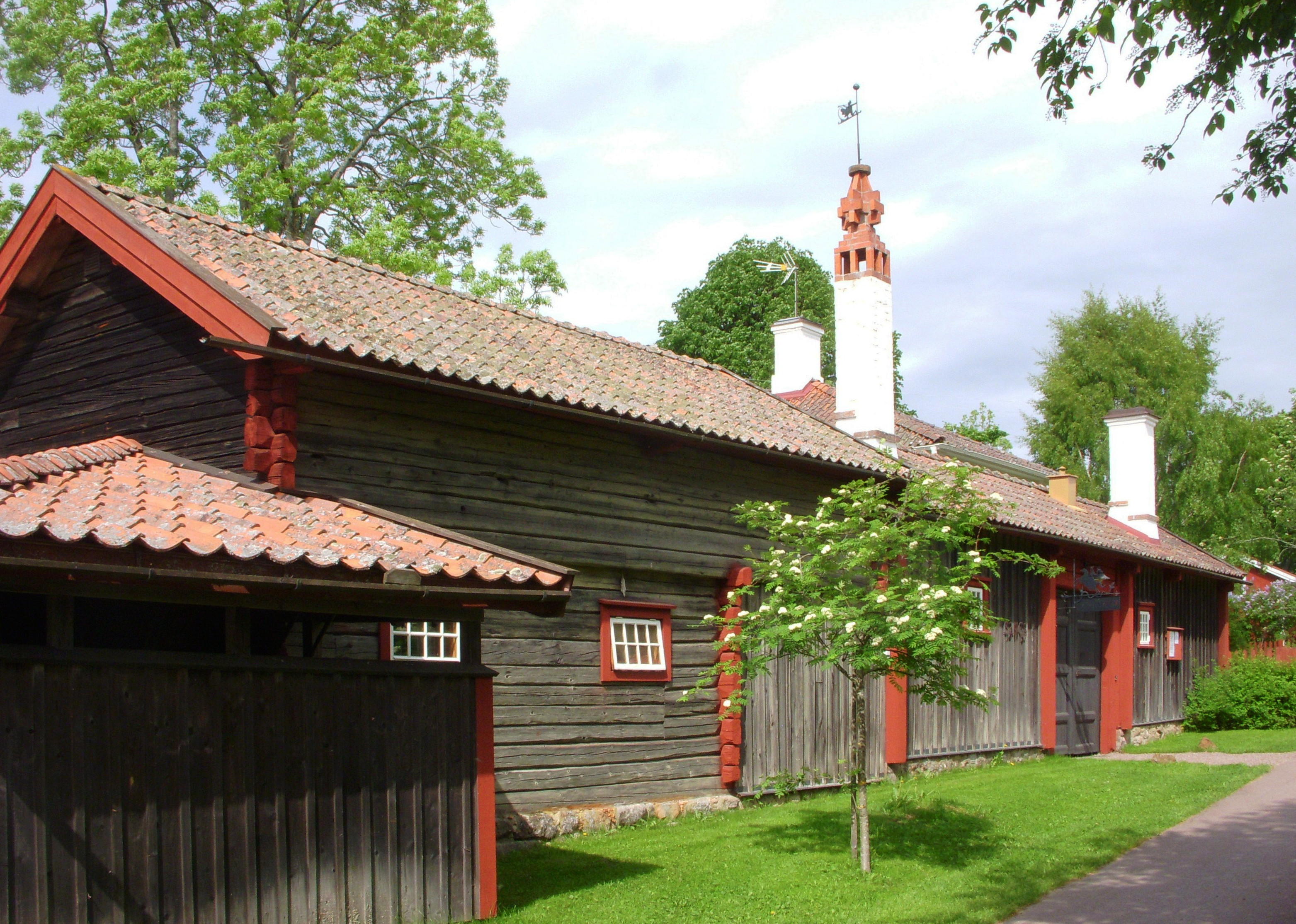
Karlfeldtsgården Sångs sedd från bygatan, juni 2011.

Byns område har tidigt varit föremål för bosättning. På den västra stranden av Opplimen påträffades 1914 en harpunspets av renhorn, som daterats till omkring 5 000 f. Kr. I torvmossen Flyten väster om byn Sätra, har även påträffats en hornhacka av Älghorn, tillsammans med mogna hasselnötter. 
Att föremålen bevarats beror till största delen av den kalkhaltiga jorden här, som är betingad av en kalkstensförekomst omkring 4 kilometer norrut, och som utgör en del av Siljansringen.
I skriftliga källor omtalas byn första gången 1450, och skrivs då 'syøø'. Under 1500-talet skrivs bynamnet oftast 'Siugar', och betyder "sjöbyn" eller "sjögården". I skattelängden 1539 upptas 6 hemman, samma siffra återfinns i Älvsborgs hjälpskatteregister. Mantalslängden 1668 upptar 8 nominati och Holstenssons karta från samma år utvisar 7 gårdstecken.
I mantalslängden 1766 finns 16 hushåll upptagna, och 1830 var antalet 17. I samband med storskiftet fanns 19 bönder i byn. Vid landsvägen mellan Leksand och Rättvik i byn fanns på 1830-talet ett gästgiveri. Gästgivargården var dock 1863 nedlagd och bostad åt socknens länsman. På 1860-talet fick byn en lanthandel, och under samma decennium uppfördes även Åsbygge fjärdings första byskola här. I Sjugare fanns även 1885 det första moderna mejeriet i Siljansbygden med en hästdragen separator från Alfa Laval. Under 1880-talet uppfördes även ett bönhus.
I Sjugare ligger Karlfeldtsgården Sångs. År 1921 förvärvade Erik Axel Karlfeldt mark och en 1600-tals byggnad i byns södra del, där han under Gustaf Ankarcronas ledning lät uppföra en huvudbyggnad. Han lät även flytta dit en stuga från Slättberg till diktarstuga och några fäbodbyggnader från olika leksandsfäbodar.
Karl-Erik Forsslund räknade vid sitt besök i byn på 1920-talet 16 gårdar i själva byn.